# Oscar E. Ulmer

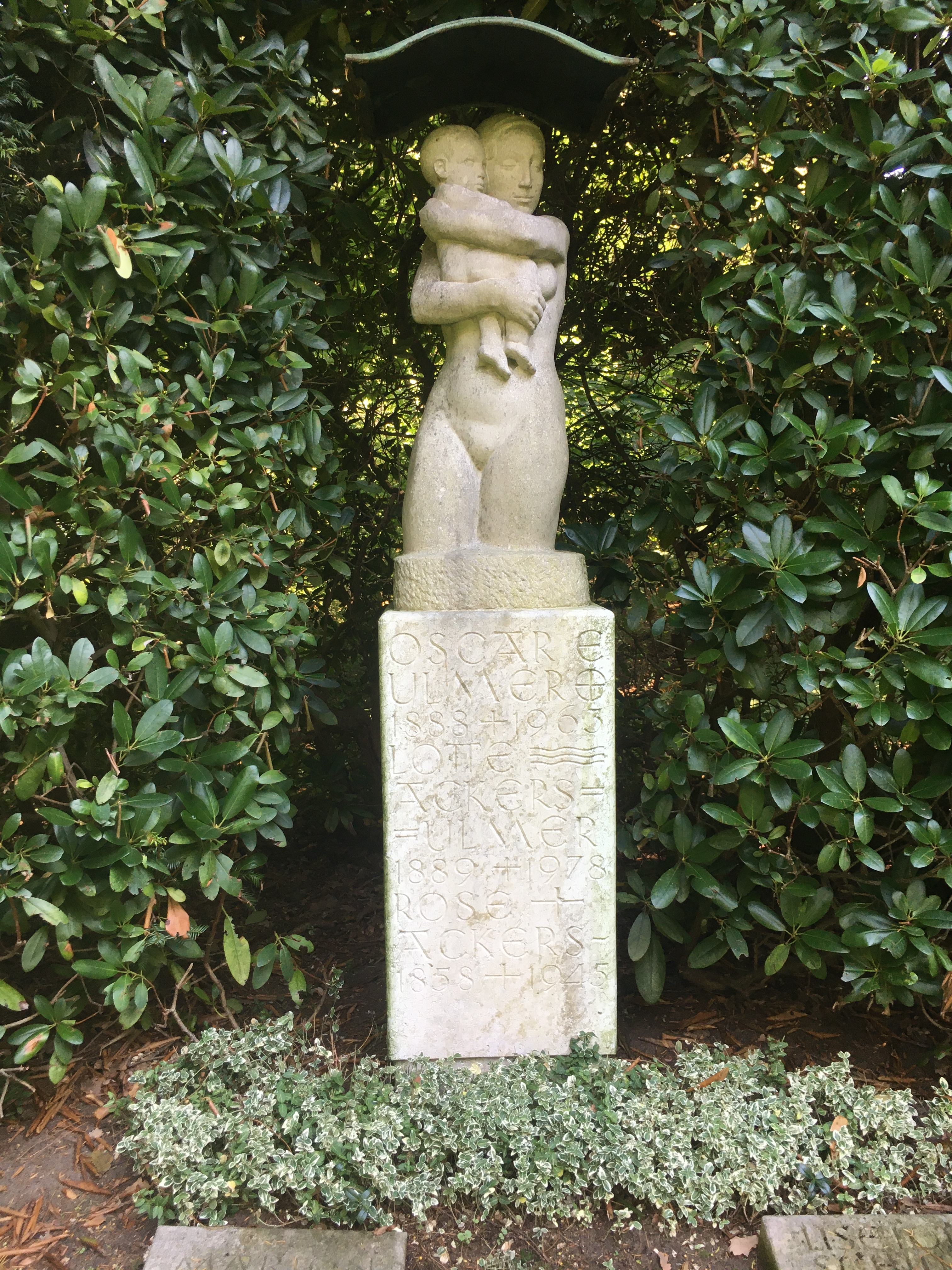
Grabstätte Oscar E. Ulmer auf dem Friedhof Ohlsdorf

Oscar Erwin Ulmer (* 19. Juni 1888 in Hamburg; † 9. Dezember 1963 ebenda) war ein deutscher Bildhauer.

## Leben
Oscar Ulmer nahm nach dem Schulabschluss zunächst ein Studium an der Kunstgewerbeschule in Altona auf, später studierte er darüber hinaus Bildhauerei an der Kunstakademie München bei Adolf von Hildebrand und Erwin Kurz. Zurück in Hamburg erhielt Ulmer insbesondere von Fritz Schumacher Aufträge zur Gestaltung und Ausschmückung von Hausfassaden in Hamburg. Er schuf daneben eine Vielzahl von öffentlichen Skulpturen, so beispielsweise im Stadtpark und auf Grabmälern auf dem Ohlsdorfer Friedhof. Zahlreiche Arbeiten entstanden dabei zu dem Thema „Mutter und Kind“.
In den 1920er-Jahren gründete Ulmer ein Steinmetzunternehmen für Grabsteine und bildete Steinmetze aus. Das Geschäft existiert noch heute an der Fuhlsbüttler Straße gegenüber dem Haupteingang des Friedhofs Ohlsdorf.
Ulmer war Mitglied des Hamburger Künstlervereins und ab 1920 Mitglied der Hamburgischen Künstlerschaft. Die Kunstsammlerin Emmi Ruben wohnte von 1946 bis 1955 bei ihm und seiner Frau im Ahornkamp 3 in Hamburg-Fuhlsbüttel.
Oscar Ulmer verstarb 75-jährig in seiner Geburtsstadt und wurde auf dem Friedhof Ohlsdorf im Planquadrat AC 4 beigesetzt. Auch auf seinem Grabstein stehend findet sich das von ihm erschaffene Motiv „Mutter und Kind“. Diese Skulptur wurde 1941 auf der Großen Deutschen Kunstausstellung ausgestellt, jedoch nicht verkauft.

## Auswahl seiner Arbeiten

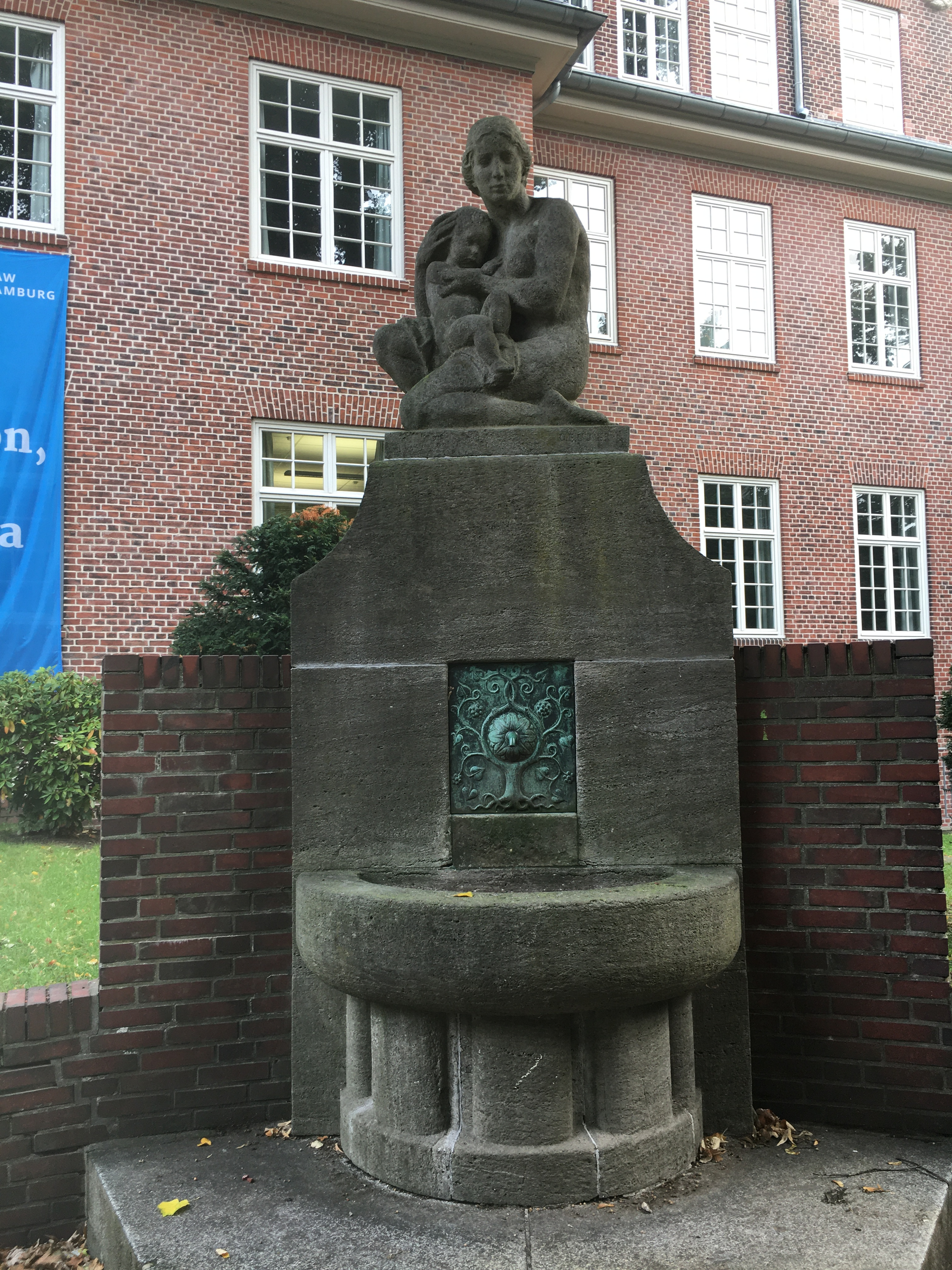
Brunnenfigur Mutter und Kind am Kunst- und Mediencampus Hamburg
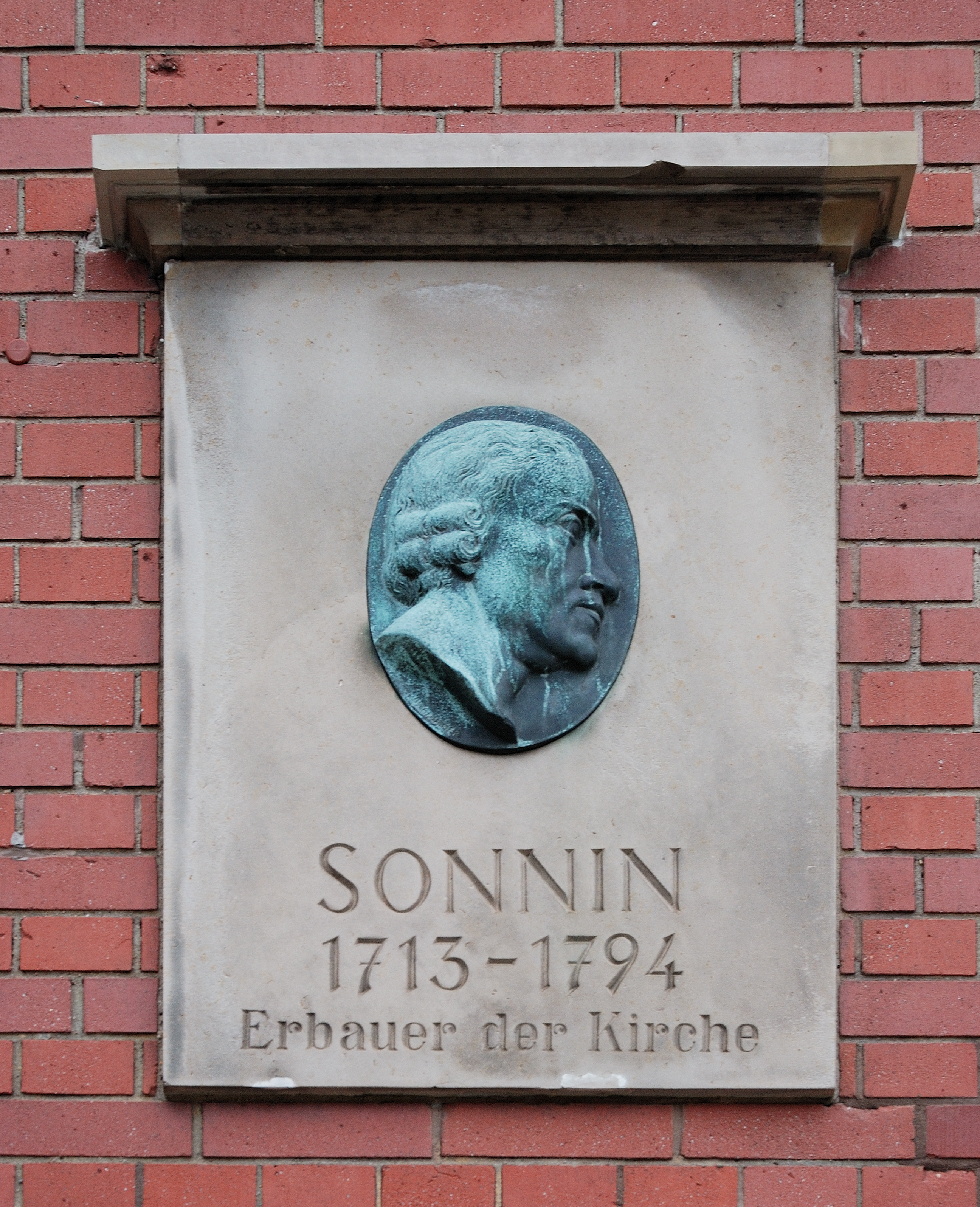
Denkmal Ernst Georg Sonnin an der Hauptkirche St. Michaelis, Hamburg
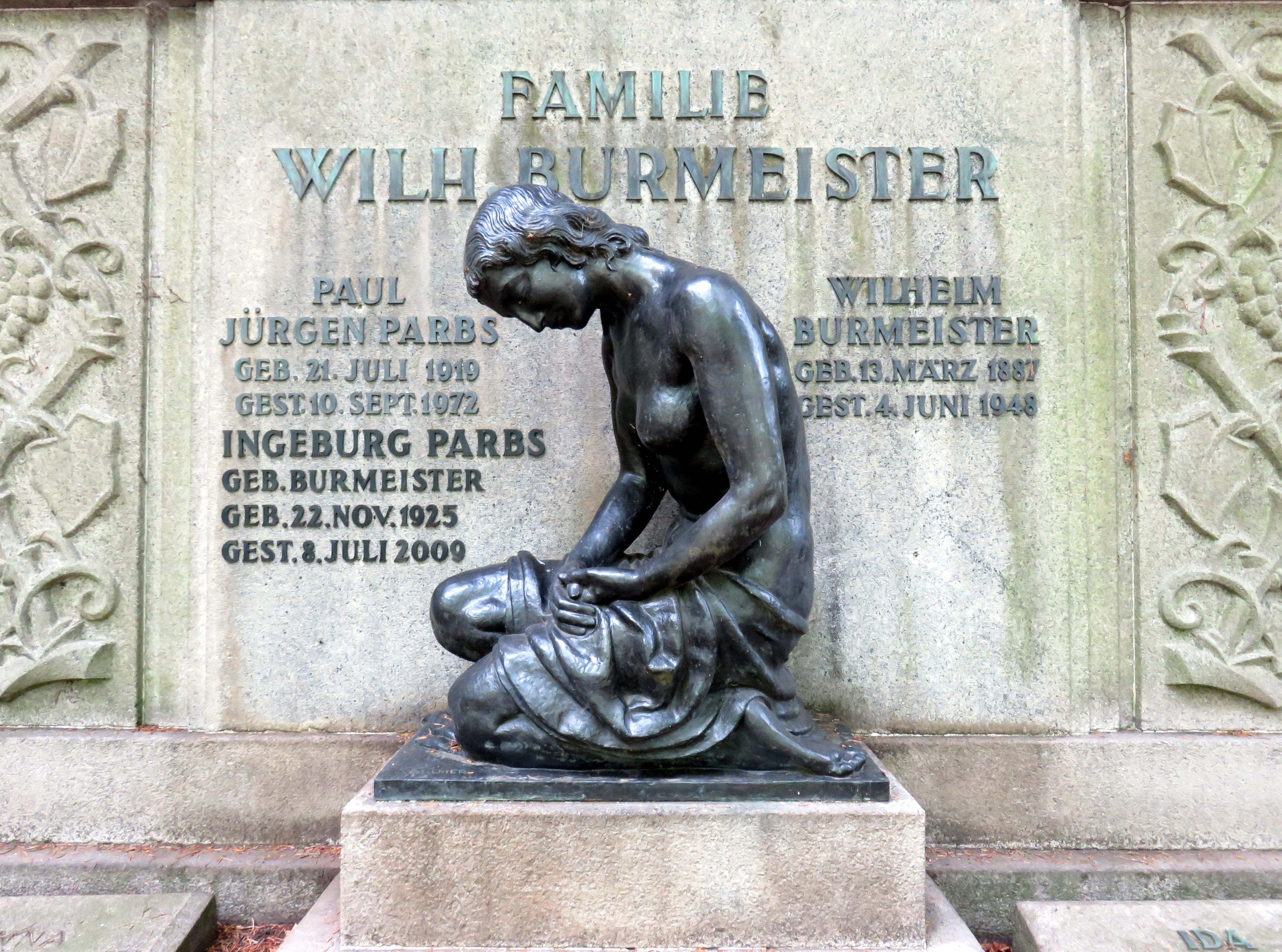
Grabskulptur Hamburg-Ohlsdorf
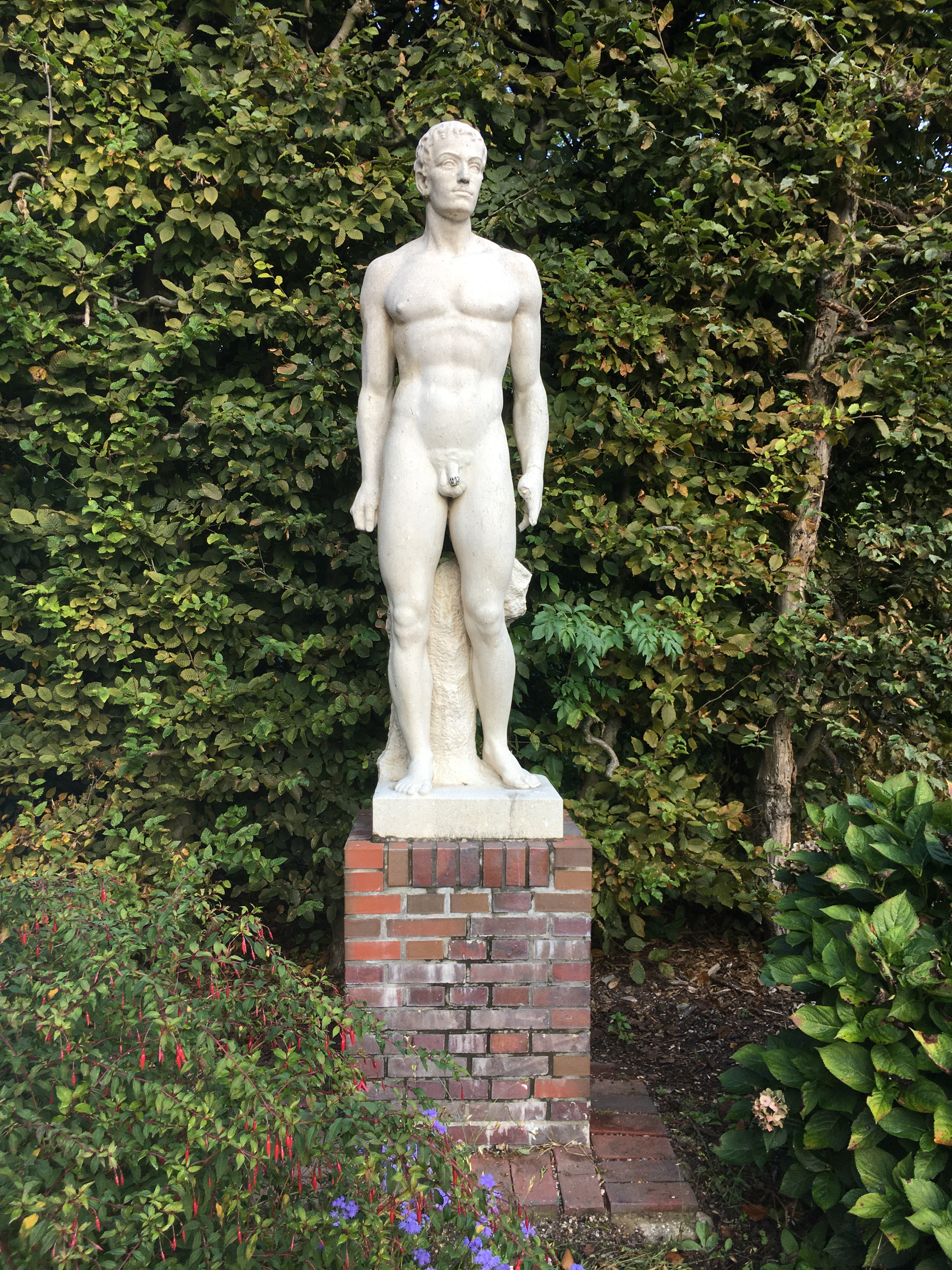
Adam (Hamburger Stadtpark)
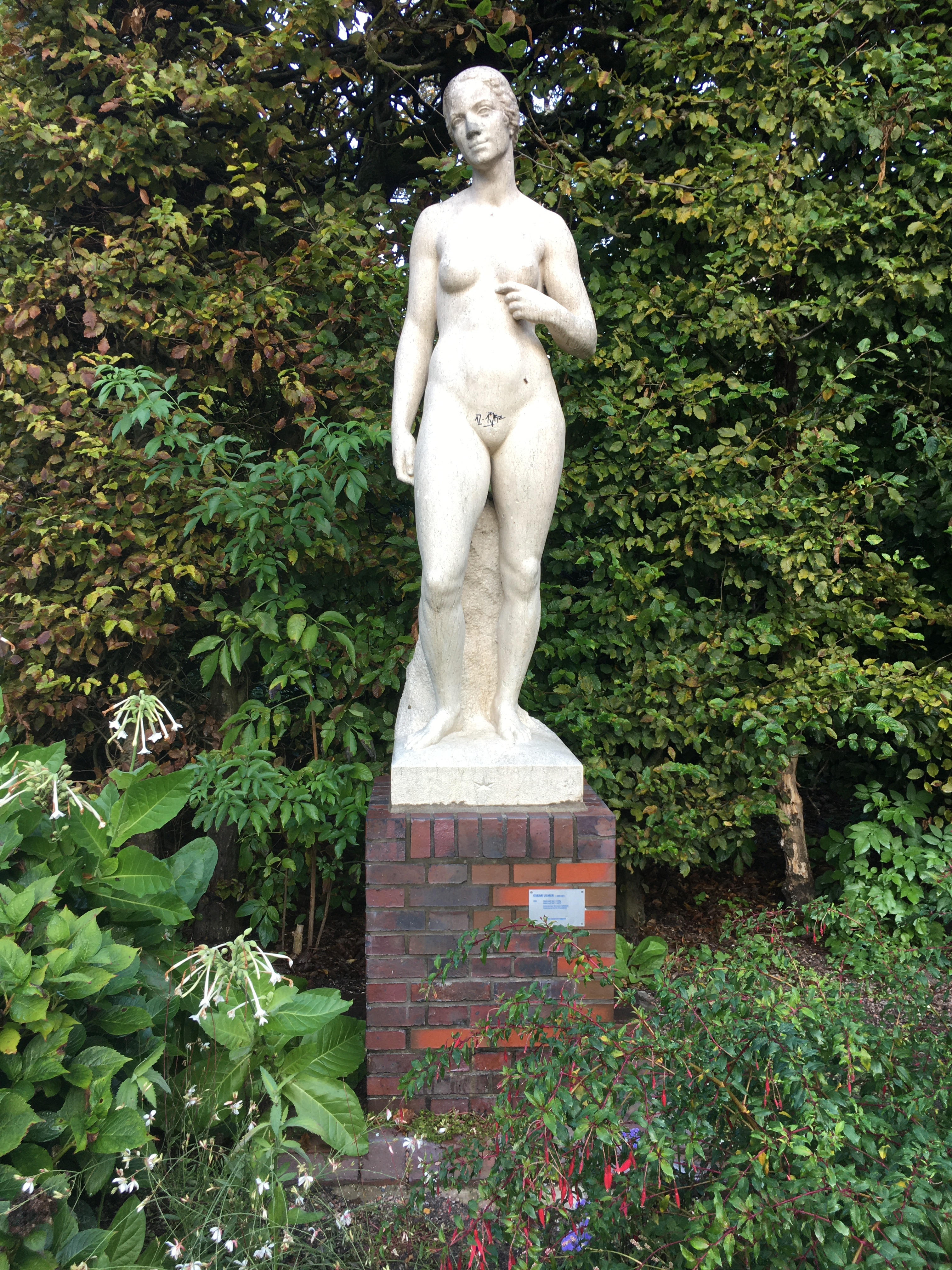
Eva (Hamburger Stadtpark)
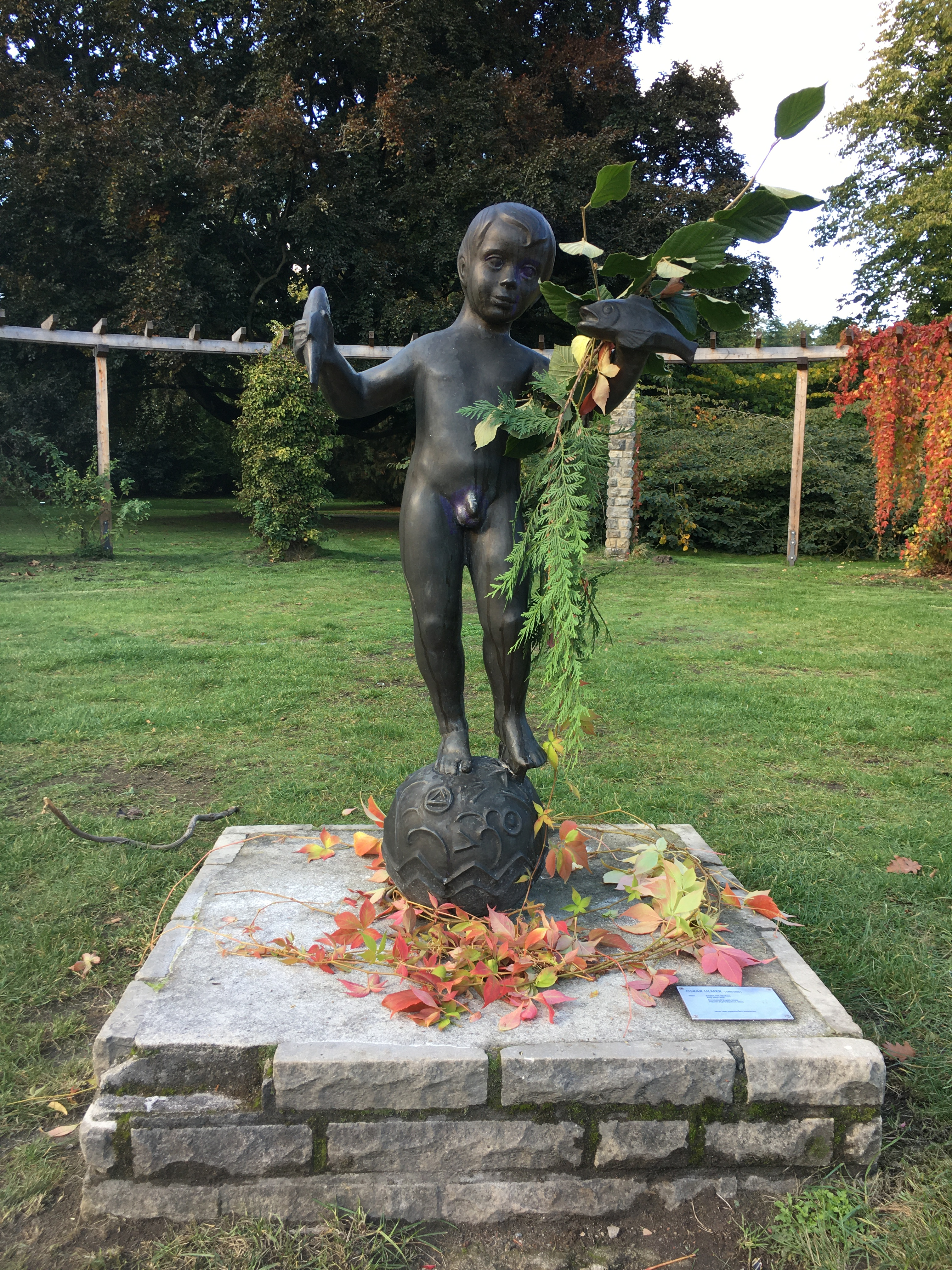
Knabe mit Fischen (Hamburger Stadtpark)

Bei der 1925 geschaffenen Skulptur Knabe mit Fischen handelt es sich um eine Kunststoff-Replik von 2002.